# 1954 год в музыке

## Лучшие песни года(ритм-энд-блюз, рок-н-ролл)
- «That's All Right» (Элвис Пресли)
- «Shake Rattle & Roll» (Биг Джо Тёрнер)
- «Earth Angel» (The Penguins)
- «Rock Around the Clock» (Билл Хейли)

## Выпущенные альбомы
- I Love Paris (Мишель Легран)
- Le feutre taupe (Шарль Азнавур)
- Sur ma vie (Шарль Азнавур)
- Louis Armstrong Plays W.C. Handy (Луи Армстронг)
- Songs For Young Loves (Фрэнк Синатра)
- Swing Easy (Фрэнк Синатра)

## Родились

### Январь
- 2 января — Глен Гойнз[англ.] (ум. 1978) — американский музыкант, вокалист и гитарист группы Parliament-Funkadelic
- 13 января
  - Алексей Глызин — советский и российский эстрадный певец
  - Тревор Рэбин — южноафриканский музыкант и композитор, гитарист группы Yes
- 18 января — Константин Шаров (ум. 2017) — советский и белорусский клавесинист и органист
- 28 января — Хайме Гарса (ум. 2021) — мексиканский актёр и певец

### Февраль
- 1 февраля — Уолтер Моррисон[англ.] (ум. 2017) — американский музыкант и продюсер, вокалист и клавишник группы Parliament-Funkadelic
- 5 февраля — Клифф Мартинес — американский музыкант и композитор, барабанщик группы Red Hot Chili Peppers
- 7 февраля — Дитер Болен —  немецкий музыкант, автор песен, музыкальный продюсер и певец, основатель и участник группы Modern Talking, лидер группы Blue System
- 24 февраля — Абдухолик Суфиев (ум. 2015) — советский и таджикский певец и актёр
- 27 февраля — Нил Шон — американский музыкант, гитарист группы Journey

### Март
- 3 марта — Андрей Мисин — российский композитор и автор песен
- 4 марта — Борис Моисеев (ум. 2022) — советский и российский певец, танцовщик и хореограф
- 16 марта — Нэнси Уилсон — американская певица, музыкант и автор песен, гитаристка группы Heart
- 20 марта — Дэвид Иган[англ.] (ум. 2016) — американский певец, автор песен и пианист
- 31 марта — Лайма Вайкуле — советская и латвийская эстрадная певица

### Апрель
- 13 апреля — Джимми Дестри[англ.] — американский музыкант, клавишник и автор песен группы Blondie

### Май
- 1 мая — Юро Метшк (ум. 2022) — немецкий композитор
- 6 мая — Михаил Файнзильберг (ум. 2021) — советский и российский музыкант, певец, композитор и аранжировщик, основатель и барабанщик группы «Круг»
- 17 мая — Линкольн Оливетти[порт.] (ум. 2015) — бразильский музыкант, дирижёр и композитор
- 19 мая — Фил Радд — австралийский музыкант, барабанщик группы AC/DC
- 21 мая — Конысбай Абил (ум. 2022) — советский и казахский акын, айтыскер, сатирик, композитор и журналист

### Июнь
- 3 июня — Андрей Родионов (ум. 2023) — советский и российский музыкант и композитор
- 9 июня — Пол Чэпмен[англ.] (ум. 2020) — валлийский рок-музыкант, гитарист группы UFO
- 16 июня — Сергей Курёхин (ум. 1996) — советский и российский музыкант-авангардист и композитор
- 19 июня — Лу Перлман (ум. 2016) — американский музыкальный продюсер
- 20 июня — Майкл Энтони — американский музыкант, басист группы Van Halen
- 22 июня — Анжелика Ионатос (ум. 2021) — греческая певица, гитаристка и композитор

### Июль
- 12 июля — Пётр Вандиловский (ум. 2020) — советский и белорусский дирижёр и музыкальный педагог

### Август
- 2 августа — Мадина Ералиева (ум. 2000) — советская и казахская певица
- 4 августа — Михаил Фалков (ум. 1999) — советский и российский эстрадный певец
- 9 августа — Пит Томас[англ.] — британский музыкант, барабанщик группы Elvis Costello & the Attractions
- 17 августа — Эрик Джонсон — американский гитарист
- 21 августа — Стив Смит — американский музыкант, барабанщик группы Journey
- 25 августа
  - Элвис Костелло — британский певец, музыкант и автор песен, лидер группы Elvis Costello & the Attractions
  - Шербан Никифор — румынский композитор, виолончелист, музыковед и музыкальный педагог

### Сентябрь
- 7 сентября — Серджо Рендине (ум. 2023) — итальянский композитор
- 21 сентября — Фил Тейлор (ум. 2015) — британский рок-музыкант, барабанщик группы Motörhead
- 22 сентября — Рустэм Асанбаев (ум. 2016) — советский и российский музыкант и автор песен, гитарист группы «ДДТ»
- 23 сентября — Джон Бейкер Сондерс (ум. 1999) — американский рок-музыкант, бас-гитарист групп Mad Season и The Walkabouts

### Октябрь
- 3 октября — Стиви Рэй Вон (ум. 1990) — американский музыкант, певец, автор песен и продюсер, гитарист и фронтмен группы Double Trouble
- 10 октября — Дэвид Ли Рот — американский певец и музыкант, вокалист группы Van Halen

### Ноябрь
- 3 ноября — Адам Ант — британский рок-музыкант и певец, фронтмен группы Adam and the Ants
- 7 ноября — Хорхе Гарбетт[исп.] (ум. 2015) — парагвайский композитор и музыкант
- 24 ноября — Клем Бёрк — американский музыкант, барабанщик группы Blondie

### Декабрь
- 10 декабря — Том Койн (ум. 2017) — американский музыкальный мастеринг-инженер
- 11 декабря
  - Джермейн Джексон — американский певец и музыкант, вокалист и бас-гитарист группы The Jackson 5
  - Элизанжела (ум. 2023) — бразильская актриса и певица
- 16 декабря — Спанья — итальянская певица и автор песен
- 25 декабря — Энни Леннокс — шотландская певица и автор песен, вокалистка группы Eurythmics

## Скончались
- 7 февраля — Ян Адам Маклякевич (54) — польский композитор, органист, хоровой дирижёр, музыкальный критик и педагог
- 1 апреля — Ахмед-бек Бадалбейли (70) — азербайджанский и советский оперный певец (лирический тенор) и актёр
- 14 мая — Эмиль Браун (83) — швейцарский виолончелист и музыкальный педагог
- 19 мая — Чарлз Айвз (79) — американский композитор и органист
- 17 июня — Дэнни Седрон[англ.] (33) — американский музыкант, гитарист группы Bill Haley & His Comets
- 27 июня — Йонас Бендорюс (64) — литовский и советский композитор, органист, дирижёр и музыкальный педагог
- 16 июля — Пётр Лещенко (56) — русский эстрадный певец
- 27 июля — Диран Алексанян (73) — французский и американский виолончелист и музыкальный педагог армянского происхождения
- 10 сентября — Петер Андерс (46) — немецкий оперный певец (тенор)
- 5 октября — Флор Алпертс (78) — бельгийский дирижёр и композитор
- 13 октября — Франтишек Бабушек (48) — чехословацкий композитор и дирижёр
- 27 октября — Франко Альфано (79) — итальянский композитор, пианист и музыкальный педагог
- 24 ноября — Виктор Абаза (81) — русский и французский балалаечник и композитор
- 17 декабря — Нартай Бекежанов (64) — советский казахстанский акын, певец и композитор
- 31 декабря — Петер ван Анрой (75) — нидерландский композитор и дирижёр